# Каменка (Новоандреевский сельсовет)
Ка́менка (укр. Кам'янка, крымскотат. Kamenka, Каменка) — упразднённое село в Симферопольском районе Крыма, включённое в состав Новоандреевки, сейчас район восточнее Новоандреевки на правом берегу Салгира, южнее бывшей Алексеевки.

## История
Каменка основана после 1923 года, как посёлок рабочих по добыче камня-ракушечника из близлежащих карьеров (разработку вело Севастопольское карьероуправление)
Согласно Списку населённых пунктов Крымской АССР по Всесоюзной переписи 17 декабря 1926 года, в селе Каменка, Новоандреевского сельсовета Симферопольского района, числилось 18 дворов, из них 12 крестьянских, население составляло 70 человек, из них 47 русских, 22 украинца и 1 немец. Постановлением КрымЦИКа «О реорганизации сети районов Крымской АССР» от 15 сентября 1930 года был создан немецкий национальный Биюк-Онларский район, лишённый статуса национального постановлением Оргбюро ЦК КПСС от 20 февраля 1939 года (с 1944 года — Октябрьский район), в который включили село вместе с сельсоветом.
В 1944 году, после освобождения Крыма от фашистов, 12 августа 1944 года было принято постановление № ГОКО-6372с «О переселении колхозников в районы Крыма», по которому в район из Винницкой и Киевской областей переселялись семьи колхозников. С 25 июня 1946 года Новоандреевка в составе Крымской области РСФСР, а 26 апреля 1954 года Крымская область была передана из состава РСФСР в состав УССР.
Каменку включили в состав Новоандреевки, согласно справочнику «Крымская область. Административно-территориальное деление на 1 января 1968 года» — в период с 1954 по 1968 год, но уже в «Справочнике административно-территориального деления Крымской области на 15 июня 1960 года» село не значится.